# 塩化水銀(II)
塩化水銀(II)（えんかすいぎん に）は、HgCl2という組成をもつ、水銀の塩化物の一種。猛毒である。よって、毒物及び劇物取締法（毒劇法）で毒物に指定されており、取り扱いは厳重である。
一般的には昇汞（しょうこう）と呼ばれるが、塩化第二水銀（えんかだいにすいぎん）とも表記される。水溶性の無色または白色の針状結晶である。水にやや溶けやすく（常温で水1kgに約60g溶ける）、アルコールやエーテルにも溶け、昇華しやすい。
なお、塩化水銀には2種類あり、もう一方は塩化水銀(I)（甘汞、Hg2Cl2）である。

## 用途
かつて塩化水銀(II)を水で薄めた昇汞水は、殺虫剤や伝染病予防法施行規則第24条に指定された3番目の消毒液、防腐剤であったが、あまりにも毒性が強いため、現在は使用されていない。江戸時代の蘭方ではカール・ツンベルクにより梅毒の駆梅剤として紹介され一定の効果が確認されたため長らく使用されたが、サルバルサン、次いでペニシリンの流通以降は使用されない。
また、写真の現像液としても使用された。生物学の実験に際して昆虫を無菌飼育するときに卵を無菌化する殺菌剤や、ギルソン液などの固定液の原料として塩化水銀(II) が挙げられることがある。
なお、ギルソン液（Gilson's solution）とは、水880mlに対して、60%のエタノールまたはメタノールを100ml、氷酢酸を18ml、80%の硝酸を15ml、20gの塩化水銀(II)を加えて作った溶液である。

## 生産
水銀または塩化水銀(I) に塩素を付加することで得られるほか、硝酸水銀と塩酸を反応させることによっても得られる。
硝酸水銀(II)と塩酸の反応は次の通りである。副産物として水と二酸化窒素、一酸化窒素を生成する。
{\displaystyle {\ce {{Hg(NO3)2}+ 2HCl -> {HgCl2}+ {H2O}+ {2NO2}+ NO}}}
この反応で生成した塩化水銀(II) の結晶を凝縮すると濃度の高いものとなる。

## 毒性
塩化水銀(II) が猛毒である理由は、非常に強力な腐食性と、蛋白質を変性させる作用に起因する。生物の血液に付着すると、無機の水銀は蛋白質に結合する。皮膚に直接触れただけでも、皮膚炎や神経系の異常を起こすことがあり、いらだち、不眠、異常な発汗などの原因に繋がる。また、水で薄めた昇汞水であっても致死量は0.2〜0.4 gほどであり、誤って1滴飲んだだけでも生命に関わる。